# Javanmard-e Qassab
 Javanmard-e Qassab est un quartier du sud de Téhéran.